# La morocha (película de 1958)
La morocha es una película de Argentina en blanco y negro dirigida por Ralph Pappier según el guion de Sixto Pondal Ríos y Carlos Olivari que se estrenó el 30 de enero de 1958 y que tuvo como protagonistas a Tita Merello, Alfredo Alcón,	Luis Arata y Rolando Chávez. Fue el último filme de Luis Arata.

## Sinopsis
Una muchacha prostituta ayuda a un estudiante a proseguir sus estudios de piano pese a un tío avaro y egoísta.

## Reparto
- Tita Merello... Mecha Gutiérrez "la morocha"
- Alfredo Alcón... Aníbal Soler
- Luis Arata...Joaquín Soler
- Rolando Chávez...apostador
- Héctor Calcaño...Celedonio Paredes
- Yuki Nambá...Lilí
- Carlos Barbetti...maestro Renato
- Fernando Salas
- Eduardo de Labar
- Miguel Dante
- Nicolás Taricano
- Cayetano Biondo
- Diego Marcote
- Alberto Quiles
- Armando Lopardo
- Raquel Cariboni
- Aurelia Ferrer... Juana
- Susana Vargas
- Julio Bianquet...Isidoro
- Rafael Diserio
- Francisco Iriarte
- Teresa Blasco...Greta
- Mercedes Llambí
- Susana Latou

## Comentarios
Tulio Carella opinó en Crítica:

”Una historia inconsistente…Los principales valores del film están en la interpretación. Una vez más Tita Merello revela con generosidad sus excepcionales posibilidades artísticas.”

Por su parte Manrupe y Portela escriben del filme:

”Efectivo drama de amor.”